# 1918年12月3日日食
1918年12月3日日食是一次日環食，發生於1918年12月3日。新月當天（即朔日），地球上觀測到月球和太阳的角距離極小，此時月球如果恰好在月球交點附近，穿過太阳和地球之間，與地球、太阳接近一直線，則會出現日食。月球穿過太阳和地球之間，但距地球較遠，本影未能接觸地表，而使偽本影覆蓋的區域內看到月球的角直徑小於太陽，就形成日環食，同時在偽本影兩側數千公里的半影範圍內形成日偏食。此次日環食經過了智利、阿根廷、乌拉圭、西南非洲、葡屬安哥拉，日偏食則覆蓋了南美洲大部、非洲西南部及周邊部分地區。

## 日食概況

### 出現區域
馬克薩斯群島、克利珀頓島、皮特凯恩群岛、科隆群岛之間的太平洋東部洋面在日出時最先看到日環食，隨後月球偽本影向東南移動，跨過南美洲，進入南大西洋，在乌拉圭東南約150公里處達到最大食分。此後偽本影轉向東北，跨過南大西洋後登上非洲西南部，在日落時分結束於葡屬安哥拉（今安哥拉）西南部。其中，環食帶共覆蓋了三個首都——智利圣地亚哥、阿根廷布宜諾斯艾利斯、乌拉圭蒙得维的亚。南美洲最高峰阿空加瓜山也被環食帶覆蓋。
偽本影經過的陸地依次包括：
- 智利：科金博大區南部、瓦爾帕萊索大區除西南部外的大部、圣地亚哥首都大区中北部、奧伊金斯將軍解放者大區北端；
- 阿根廷：聖胡安省西南部、門多薩省北部、聖路易省中部偏北、科爾多瓦省南部、拉潘帕省北部、布宜諾斯艾利斯省北部、聖大非省西南部；
- 乌拉圭：圣何塞省東南角、蒙特維多省中南部、卡內洛內斯省西南角、馬爾多納多省南端；
- （今纳米比亚）：庫內內區西北部；
- 葡屬安哥拉（今安哥拉）：納米貝省中南部、庫內納省西北部、乌伊拉省西部、本吉拉省極南端。[3][4]

除了上述狹窄的環食帶內能看到日環食之外，月球半影覆蓋範圍內都能看到日偏食，包括南美洲除北部外的大部、中美洲西南部海岸的一小部分、玻里尼西亞東南部、西非南部、中非中南部、南部非洲、东非西南部、南極半島、毛德皇后地西北部。

### 基本參數
- 類型：日環食
- 食甚中心處（位於乌拉圭東南約150公里的南大西洋）資料：
  - 時間：1918年12月3日15:21:40.8
  - 地點：36°2.9′S 53°41.4′W / 36.0483°S 53.6900°W
  - 食分：0.9383（環食帶內最大）
  - 日環食持續時間：7分5.7秒

## 相關的日食

### 1916-1920年的日食
月球交替位於相對的月球交點時，以半個交點年（食年），即約177天又4小時間隔出現下列日食。
註：1916年2月3日的日全食、1916年7月30日的日環食、1917年1月23日和1917年7月19日的日偏食屬於上一組交點年系列。
| 升交點   | 升交點                    |          | 降交點                   | 降交點 |
| 沙羅周期 | 地圖                      | 沙羅周期 | 地圖                     |        |
| 111      | 1916年12月24日 偏食（南） | 116      | 1917年6月19日 偏食（北） |        |
| 121      | 1917年12月14日 環食       | 126      | 1918年6月8日 全食        |        |
| 131      | 1918年12月3日 環食        | 136      | 1919年5月29日 全食       |        |
| 141      | 1919年11月22日 環食       | 146      | 1920年5月18日 偏食（南） |        |
| 151      | 1920年11月10日 偏食（北） |          |                          |        |

### 沙羅周期
沙羅週期長度為18年11天。本次日食屬於沙羅週期131，共包含70次日食，依次為1125年8月1日至1504年3月16日的22次日偏食、1522年3月27日至1612年5月30日的6次日全食、1630年6月10日至1702年7月24日的5次全環食（亦稱混合食）、1720年8月4日至2243年6月18日的30次日環食、2261年6月28日至2369年9月2日的7次日偏食，總共歷時1244.08年。其中最長的全食發生於1612年5月30日，僅持續了短短58秒。
下表列舉了1901年至2100年間發生的屬於該周期的日食，是第46至56次：
| 46            | 47             | 48             |
| ------------- | -------------- | -------------- |
| 1918年12月3日 | 1936年12月13日 | 1954年12月25日 |
| 49            | 50             | 51             |
| 1973年1月4日  | 1991年1月15日  | 2009年1月26日  |
| 52            | 53             | 54             |
| 2027年2月6日  | 2045年2月16日  | 2063年2月28日  |
| 55            | 56             |                |
| 2081年3月10日 | 2099年3月21日  |                |

## 資料來源
1. ↑  樊忠玉. . 中国天文科普网.   [2016-04-01]. （原始内容存档于2014-09-17）.
2. 1 2  Fred Espenak. . NASA Eclipse Web Site.   [2016-04-01]. （原始内容存档于2020-10-23）.（英文）
3. ↑  Fred Espenak. . NASA Eclipse Web Site.   [2016-04-01]. （原始内容存档于2020-10-23）.（英文）
4. ↑  Xavier M. Jubier. .   [2016-04-01]. （原始内容存档于2017-03-05）.（法文）（英文）
5. ↑  Fred Espenak. . NASA Eclipse Web Site.   [2016-04-01]. （原始内容存档于2017-12-28）.（英文）
6. ↑  Fred Espenak. . NASA Eclipse Web Site.（英文）

## 外部連結
- NASA日食專頁（页面存档备份，存于）（英文）
- 可見區域圖和時間統計：由弗雷德·埃斯佩纳克做出的日食預報，NASA/GSFC
  - Google互動地圖呈現的日食範圍
  - 貝塞爾元素
- Google地圖顯示的日環食和日偏食範圍（页面存档备份，存于）（法文）（英文）

| \| \| 日食 \|                            |                              |                                           |
| 上一次日食： 1918年6月8日日食 （日全食） | 1918年12月3日日食 （日環食） | 下一次日食： 1919年5月29日日食 （日全食） |
| 上一次日環食： 1917年12月14日日食        | 1918年12月3日日食 （日環食） | 下一次日環食： 1919年11月22日日食         |
|                                          | 日食                         |                                           |